# Friedrich Schlegel
Friedrich Schlegel, polno ime Karl Wilhelm Friedrich von Schlegel, nemški literat, filozof, literarni kritik, filolog in indolog, * 10. marec 1772, Hannover, Nemčija, † 12. januar 1829, Dresden, Nemčija. 
Skupaj s starejšim bratom Augustom Schlegelom je en od vodilnih predstavnikov zgodnje, ti. jenske romantike. Prav tako je en od začetnikov primerjalnega jezikoslovja.

## Življenje in delo

### Otroštvo, mladost in študij
Friedrich Schlegel se je rodil 10. marca 1772 kot sin luteranskega pastorja Johanna Adolfa Schlegla (1721–1793) v Hannovru. Večji del otroštva je preživel pri svojem stricu in starejšem bratu Augustu Wilhelmu Schleglu. Viri ga prikazujejo kot zadržanega in neubogljivega mladeniča, ki je bil šibkega zdravja. Ko je prekinil šolanje za trgovca (1788), je mladeniču brez gimnazijske izobrazbe uspelo kot samouku, kar je bila v tistem času pogosta oblika študija. Nato je na Univerzi v Göttingenu študiral pravo. Študij prava je kasneje nadaljeval na Univerzi v Leipzigu, kjer se je posvetil medicini, nato bolj matematiki (logika) in filozofiji, kakor tudi klasični filologiji.

## Pisateljevanje

### »Učna doba«: Leipzig, Dresden, Jena, Berlin
Leta 1792 je spoznal Friedricha von Hardenberga, bolj znanega pot literarnim imenom Novalis, s katerim sta delila zanimanje za filozofijo, zgodovino in literarno teorijo. Leto kasneje 1793 se je spoprijateljil s Caroline Böhmer. Njuno prijateljstvo je zaznamovalo njegovo nadaljnjo življenjsko pot, saj sta podprla Schlegla pri njegovem literarnem ustvarjanju.
Zaradi denarne stiske je leta 1794 prenehal študirati in postal svobodni pisatelj. Ukvarjal se je predvsem s klasično antiko in se preselil v Dresden k svoji sestri Charlotte. Tam je spoznal Christiana Gottfrieda Körnerja in izdal svoje prvo delo O študiju grške poezije (Über das Studium der griechischen Poesie). 1795 se je seznanil z Johannom Friedrichom Reichardtom, ki je bil poleg Caroline navdušen zagovornik francoske revolucije. Ustvarjanje za časopis Deutschland mu je od leta 1796 omogočilo preživetje.
Poleg političnega članka Poskus pojma republikanizem (Versuch über den Begriff des Republikanismus) je v njem izšla tudi ostra kritika pesmi Friedricha Schillerja (recenzija Schillerjevega Musenalmanacha za leto 1796). Schiller, ki ga je to precej vznejevoljilo, se je zoperstavil Schleglu v distihih Die Xenien (izšle v Musenalmanachu za leto 1797). Uničujoča recenzija Schillerjevega časopisa Die Horen je Schlegla leta 1797 tako pripeljala do zloma. 
Leta 1796 se je Schlegel pridružil bratu Augustu in njegovi ženi Caroline v Jeni. V vedno večji meri se je ukvarjal z novo književnostjo ter filozofijo (Kanta in Spinoza). Nanj je močno vplivala še filozofija Johanna Gottlieba Fichteja, s katerim se je spoprijateljil. Mladi Schlegel je, ko je prvič bil v Jeni, sklenil pomembno prijateljstvo s pisatelji „stare generacije“: z Johannom Gottfriedom Herderjem, Christopherjem Martinom Wielanderjem in Johannom Wolfangom von Goethejem. Na osnovi njihovih del je kasneje razvil svojo znano literarno teorijo. 
Leta 1797 je v berlinskem salonu Henriette Herz spoznal Dorotheo Veit, hčerko filozofa Mosesa Mendelssohna, s katero je po njeni ločitvi 1798 zaživel skupaj. Takšen stil najdemo v njegovem romanu Lucinde (1799). Istega leta (1798) je s svojim bratom ustanovil estetsko-kritični časopis Athenäum, ki je veljal kot glasilo jenske zgodnje romantike.

### »Stanovanjska skupnost romantikov«
Leta 1799 so oba brata, Augustova žena Caroline in Dorothea pol leta živeli skupaj – v dvoriščni stavbi Leutragasse 5 v Jeni. „Stanovanjska skupnost romantikov“ je sestavljala jedro jenske romantike. Skupino, ki je tesno stkala življenje in književnost, je v tem času imela pogosto obiske: z Novalisom in Ludwigom Tieckom je Schlegla povezovalo v dobro prijateljstvo in skupno delo pri Athenäumu. Friedrich Schlegel je z Novalisom razvil pojem progresivne univerzalne poezije. Ravno to stanovanjsko skupnost so obiskovali tudi njegov sostanovalec iz berlinskih dni, Friedrich Schleiermacher, pisateljica, ki je živela v Jeni, Sophie Mereau (četudi je prej pripadala Schillerjevi skupini), njen ljubimec in kasneje mož Franz Brentano ter filozofa Schelling in Fichte. Ponoči so razpravljali o književnosti, umetnostni teoriji in filozofiji, podnevi pa so skušali izboljšati svoja dela: Friedrich Schlegel med drugim tekst Lucinde, August Wilhelm in Caroline pa prevode Shakespearja. 
Tako življenje pa je vendarle trajalo le „trenutek svetovne zgodovine“. V avgustu 1800 se je Friedrich Schlegel habilitiral na Univerzi v Jeni in deloval kot docent. Objavil je delo „Ideje“ (Ideen, 1800), kjer beremo: „Le z odnosom do neskončnosti nastajata vsebina in raba, kar se ne navezuje na to, je preprosto prazno in nepotrebno.“ Na univerzi je predaval o transcendentalni filozofiji (1801). Že 1801 se je razpustila stanovanjska skupnost.

### Pariz, Köln, Dunaj
Schlegel se je po bivanju v Dresdnu skupaj z Dorotheo, ki ga je ta čas finančno preživljala s pisateljevanjem, odpravil v Pariz, kjer je preučeval umetniško zbirko. Tam se je ukvarjal s študijem perzijske in indijske zbirke umetnin ter ustanovil časopis Evropa. Po poroki z Dorotheo, ki je izhajala iz judovske družine in je pred tem morala sprejeti protestansko vero, je šel leta 1804 v Köln, kjer je imel predavanja. Tu je utrjeval svoje prepričanje „filozofskih predavanj“ (1804–1806), ideje o večnem pravem krogu, v katerem je kritiziral linearne ideje o napredku razsvetljenstva:
Za Schlegla ni dokončnih resnic, ki bi se izkrastilizirale v soju uma, kot so si predstavljali razsvetljenci. Zgodovina je neskončen proces nastajanja in minevanja. Sveta zaradi tega ne moremo obravnavati statično. Znanost se mora spoprijeti z nastajanjem. Primarna veda je zaradi tega zgodovina in ne filozofija. 
„Če je zgodovina edina veda, se lahko vprašamo, v kakšnem razmerju je filozofija sama sebi? Filozofija sama mora biti v duhu zgodovine, njena miselnost in predstava pa vsepovsod genetična in sintetična, ki je tudi cilj, katerega smo si pred našo raziskavo postavili.“
Zavrnil je predstavo o resnici kot povezanost stvari z razumskimi predstavami, kajti potem bi morale biti predstave prav tako določene kot stvari in bi s tem izgubile svobodo mišljenja. Zaradi tega je zavračal tudi Fichtejevo subjektivno identiteto Jaza. Ne gre za odnos spoznavajočega Jaza in nasproti stoječega Nejaza, ampak za smiselno povezavo, v katerem je udeležen odnos med končnim Jazom in nekončnim Jazom, vzpostavljen. Svoboda nastane ravno zato, ker domišljija ni materialno povezana z vzročnim kontekstom. Takšna svoboda se najmočneje izrazi v poeziji.
„Lastni namen domišljije je notranje, svobodno, samovoljno mišljenje in pesnjenje. Prav pri pesnjenju je domišljija najbolj svobodna.“
Schlegel je  meje človeškega spoznanja, ki ni absolutno, videl v poeziji. Ta odpira pot, da se kolikor mogoče približamo transcendentni, ne konkretno dojemljivi božanskosti. 
	„Simbolična predstavitev je potrebna, da bo lahko, kar ni znano, deloma znano. Kar ne moremo strniti v en pojem, je mogoče predstaviti skozi sliko. Tako je življenjskega pomena spoznanje prikaza filozofije v poeziji.“
Filozofija in poezija si nista nasprotni, temveč se morata medsebojno dopolnjevati.
„Nerazdružljivo sta si povezana, drevo, katerega korenina je filozofija, katere najlepši sad je poezija. Poezija je brez filozofije prazna in površna. Filozofija brez poezije je brez vpliva in barbarska.“
Schleglovo zanimanje za katolištvo je v času bivanja v Kölnu vse bolj naraščalo, tako da se je leta 1808 s svojo ženo spreobrnil in vstopil v avstrijsko državno službo, kjer je bil postavljen na mesto armadnega poljskega komisarja. V istem letu je izšel spis O jeziku in modrosti Indijcev, ki je rezultat njegovih študij v Parizu. V tem času je sprejel filozofijo panteizma, s katero se je Schlegel oddaljil od svojega lastnega mišljenja iz preteklosti. V letu 1810 je imel predavanje z naslovom „O novi zgodovini (Über die neuere Geschichte), 1812 predavanje Zgodovina starejše in novejše književnosti (Geschichten der alten und neuen Literatur). 1812 je ustanovil časopis Deutsches Museum. Dve leti kasneje 1814 so ga imenovali za viteza papeškega reda po Kristusu ter leto zatem 1815 je bil povzdignjen v plemiški stan. V letih 1815–1818 je bil avstrijski legacijski svetnik zveznega parlamenta v Frankfurtu. S časopisom „Concordia“ je nadaljnje utemeljil časopisje.
Po svojih znanih predavanjih „Filozofija življenja“ (Philosophie des Lebens, 1927) in „Filozofija zgodovine“ (Philosophie der Geschichte, 1928) je leta 1828 odpotoval v Dresden. Tu je vse do svoje smrti v začetku leta 1829 predaval filozofijo jezika. Friedrich von Schlegel je pokopan na starem katoliškem pokopališču v Dresdnu. Delček zapuščine je bil leta 2009 prepuščen zgodovinskemu arhivu Nadškofije Köln. Med njimi so rokopisi, teksti in osnutki z rokopisno dopolnitvijo. Del zapuščine je lastništvo Görr-Gesellschaft in vsebuje 3321 strani.

## Dela
- Od estetske vrednosti grške komedije (Vom ästhetischen Werte der griechischen Komödie, 1794)
- O Diotimi (Über die Diotima, 1795)
- Poskus pojma republikanizem (Versuch über den Begriff des Republikanismus, 1796)
- Georg Forster (Georg Forster, 1797)
- O študiju grške poezije (Über das Studium der griechischen Poesie, 1797)
- O Lessing (Über Lessing, 1797)
- Kritični fragment (Kritische Fragmente („Lyceums“-Fragmente), 1797)
- Lucinde (Lucinde 1799)
- Pogovor o poeziji (Gespräch über die Poesie, 1800)
- O nerazumljivosti (Über die Unverständlichkeit, 1800)
- Ideje (Ideen, 1800)
- Karakteristike in kritike (Charakteristiken und Kritiken, 1801)
- Transcendentalna filozofija (Transcendentalphilosophie, 1801)
- Alarko (Alarkos, 1802)
- Potovanje v Francijo (Reise nach Frankreich, 1803)
- Zgodba evropske književnosti (Geschichte der europäischen Literatur 1803/1804)
- Spisi o literaturi (Schriften zur Literatur)